# Yaopingxiang (ort i Kina, Hubei Sheng, lat 32,34, long 110,41)
Yaopingxiang (kinesiska: 姚坪乡) är en ort i Kina. Den ligger i provinsen Hubei, i den centrala delen av landet, omkring 420 kilometer nordväst om provinshuvudstaden Wuhan. Antalet invånare är 13 008. Befolkningen består av 5 905 kvinnor och 7 103 män. Barn under 15 år utgör 18,0 %, vuxna 15-64 år 71 %, och äldre över 65 år 9,0 %.
Runt Yaopingxiang är det ganska tätbefolkat, med 86 invånare per kvadratkilometer. Närmaste större samhälle är Loutaixiang, 11,3 km väster om Yaopingxiang. I omgivningarna runt Yaopingxiang växer i huvudsak blandskog.
Genomsnittlig årsnederbörd är 1 058 millimeter. Den regnigaste månaden är augusti, med i genomsnitt 177 mm nederbörd, och den torraste är december, med 7 mm nederbörd.